# Laura Lepistö
Laura Anneli Lepistö (Espoo, 1988. április 25. –) finn műkorcsolyázó, világbajnoki harmadik, a 2009-es Európa-bajnokság győztese és kétszeres finn bajnok (2008 és 2010). Különböző sérülések miatt két szezont kihagyott, ezért 2012 márciusában abbahagyta a versenyszerű műkorcsolyázást.

## Családja, tanulmányai
Laura Lepistö a finnországi Espooban született. 2010 szeptemberében kezdte felsőfokú tanulmányait az Aalto Egyetem közgazdaságtan szakán Helsinkiben. 2015. július 11-én összeházasodott Tommi Huovinennel.

### Karrier
Laura Lepistö négyéves korában kezdett el korcsolyázni követve idősebb lánytestvére példáját. Laura Espooban és Vierumäkiban tréningezett  Finnországban, míg külföldön több helyen is edzett. Mint például: Boston (USA), Tallinn és Tartu (Észtország).

### Korai évek
A 2002-2003-as szezonban Laura ezüstérmet nyert Junior kategóriában a Gardena Spring Trophy-n és aranyérmet a Varsó Kupán. Majd 2003-ban Finn Bajnok lett a Juniorok között.
A 2003-2004-es idényben  Laura Lepistö debütált az ISU Junior Grand Prix versenysorozatban. A 12. lett a bulgáriai versenyen és a 8. lett a horvátországi versenyen. Ezután 2004-ben csak 5. lett a Finn Junior Bajnokságon és a 2004-es Nordic Bajnokságon bronzérmes lett a Juniorok között.
A 2004-2005-ös szezonban a Junior GP-sorozatban versenyzett. Megnyerte a belgrádi eseményt, majd 9. lett Romániában. 2005-ben újra ő lett a Finn Junior Bajnok és a 2005-ös Nordic Bajnokságon is 2. lett a Juniorok között.
A 2005-2006-os idényben újra a Junior Grand Prix sorozatban indult Laura. Andorrában bronzérmet, míg Bulgáriában egy 4. helyet csípett el. 2006-ban már a felnőttek között indult a Finn Bajnokságon, és rögtön a 4. helyen végzett. A 2006-os Nordic Bajnokságon 2. lett a Juniorok között. Majd a Junior Világbajnokságon a 9. pozicióban debütált.
2006-2007-ben egy Junior GP-versenyen vett részt, és Szlovákiában 5. lett. Sokat kihagyott ebben a szezonban sérülés miatt. A 2007-es Finn Bajnokságra tért vissza, és ezüstérmes lett. A 2007-es Nordic Bajnokságon már szenior kategóriában versenyzett, és ott is ezüstérmes lett. A 2007-es Junior Világbajnokságon a 7. helyig jutott.

### Szenior évek
A 2007-2008-as szezonban Laura fellépett véglegesen a szeniorok közé. A 2007-es Nebelhorn Trophy-n bronzérmet szerzett, míg az ugyanebben az évben rendezett  Finlandia Trophy-n végül 4. lett.  Ebben az esztendőben debütált a felnőtteknek kiírt ISU Műkorcsolya Grand Prix versenysorozatban. A Skate Canada versenyen kezdett, megnyerte a rövid programot, de sajnos a kűrben visszaesett a 7. helyre!  Majd a következő GP-eseményen az NHK Trophy-n 5. lett.  2008-ban Laura Lepistö megnyerte a Finn Nemzeti Bajnokságot és ezzel kijutott az Európa-bajnokságra is, és ott bronzérmet nyert. Végül a Világbajnokságon 8. lett, ezzel lezárva ezt az idényt.
A 2008-2009-es szezonban a 2008-as Nebelhorn Trophy-n Laura ezüstérmes lett, míg a  Finlandia Trophy-n is második lett. Ezután a GP-versenyeken is meggyőző formát mutatott, a Cup Of Chinán harmadik, míg az NHK Trophy-n az ötödik helyen végzett. A 2009-es Finn Bajnokságon második lett, majd utána következett számára az újabb Európa-bajnokság, ahol Európa bajnoka lett. Ő volt az első finn női műkorcsolyázó, aki begyűjtötte ezt a címet. A finnek legjobb helye 1995-ből származott eddig, a  Susanna Rahkamo / Petri Kokko jégtáncpáros  második volt az akkori EB összevetésében. De nemcsak Laura Lepistö aranyérmének örülhettek a finnek, hanem Susanna Pöykiö is dobogón végzett, méghozzá bronzérmes pozicíóban. Végül Laura a 6. helyet csípte el a Világbajnokságon.
A 2009-2010-es szezonban GP-versenyekkel kezdte az évet. Az NHK Trophy-n 5., míg a Skate Canada megmérettetésen 3. lett. 2010-ben visszaült a Finn Bajnoki trónra, vagy úgyis fogalmazhatunk, hogy újra ő lett Finnország jégkirálynője. Az Európa-bajnokságon nem tudta megvédeni a címét, második lett a remeklő olasz lány Carolina Kostner mögött. Laura az olimpián is jól szerepelt, ott a 6 helyet érte el, ami a legjobb női európai eredmény volt. 2010. Márciusában a Világbajnokságon bronzérmes lett az olasz Torinóban, így ő volt az első finn női egyéni műkorcsolyázó, aki érmet szerzett egy VB-n!

### Sérülések és visszavonulás
A 2010-2011-es szezont is Grand Prix versenyekkel nyitotta volna Laura, a Skate Canadára és a Skate Americára kapott meghívót, de sajnos le kellett mondania Achilles-ín sérülés miatt.... Ő szintén kihagyta az Európa-bajnokságot , és a 2011-es VB előtt mér edzésbe állt. Azonban hátsérülést szenvedett március elején, ezért ezt a versenyt is nélküle rendezték meg. Laura ezt nyilatkozta: "Nagy erővel és sebességgel estem a hátamra, csak a korcsolyák tartottak össze. Nehéz ugró szituáció volt, és rosszul jöttem ki belőle!".  2011. júniusában újra elkezdte a tréningeket és egy új szponzorral is gyarapodott (KPMG).
A 2011-2012-es esztendei szezonokra a Skate America és a Trophee Eric Bompard GP-versenyekre kapott meghívót. Azonban júliusban edzés közben Torontóban (Brian Orser edzette) fájdalom nyílalt a lábában, hogy még a korcsolyát sem tudta felvenni.  Majd Laura ezt mondta: "Újra megismétlődött a baj, amikor egy ugrás után leérkeztem a lábamra, és ez nagyon fájdalmas volt!".  Augusztus közepén tért vissza a korcsolya pályákra, de sajnos a sérülések miatti bajai továbbra is fennálltak. Laura Lepistö ezért újra kihagyta a Grand Prix versenyeket. Novemberben megállapította, hogy nem tudja viselni a korcsolyáit 15 percnél tovább, és ezért úgy döntött, hogy kihagyja a teljes szezont, amíg a lába helyre nem jön.
Laurát meghívták a Champions on Ice to skate  a 21. éves Paektusan Fesztiválra, amelyet Észak-Koreában rendezték meg 2012. februárjában Kim-Jong-il emlékére. Miután megkapta az engedélyt a finn Oktatási és Kulturális  Minisztériumtól,  ő részt vett az eseményen, ugyanúgy, mint más elit korcsolyázók, de később kiadott egy bocsánatkérést.
2012. Március 25-én Laura Lepistö bejelentette, hogy visszavonul a versenyszerű műkorcsolyázástól, amelyben elmondja, hogy ő már nem érezte ugyanazt a szenvedélyt a korcsolya iránt, mint korábban.

### A későbbi karrier
A továbbiakban gálákon lép fel Laura, így teljesen nem tűnik el a műkorcsolya életből!
Laura Lepistö, mint sportnagykövet lesz a 2017-es Helsinki Műkorcsolya Világbajnokság reklámarca és a Finn Tv-ben is munkát vállal a továbbiakban, mint szakkommentátor.

### Műkorcsolya programjai
2004–2005. |  Rövid program: Invierno Porteño by Astor Piazzolla | Kűr: 1. Liberty by Luis Munoz 2. Redemption by Tonino Baliardo és 3.Harem by Sarah Brightman
2005–2006. |  Rövid program: Invierno Porteño by Astor Piazzolla | Kűr: 1. The Feeling Begins by Peter Gabriel 2. Lost City by Henri Seroka és 3. Harem by Sarah Brightman
2006–2007. | Rövid program: The Legend of 1900 by Ennio Morricone | Kűr: 1. The Feeling Begins by Peter Gabriel 2. Lost City by Henri Seroka 3. Harem by Sarah Brightman
2007–2008. |  Rövid program: The Legend of 1900 by Ennio Morricone | Kűr: Don Juan DeMarco by Michael Kamen | Gála: I Believe by Fantasia Barrino
2008–2009. | Rövid program: Imagined Oceans by Karl Jenkins | Kűr: Don Juan DeMarco by Michael Kamen | Gála: Ballad (from 'Klaani') by Päivi Portaankorva
2009–2010. | Rövid program: Imagined Oceans by Karl Jenkins | Kűr: 1. Adiós Nonino és 2. Fuga y Misterio by Astor Piazzolla performed by Gary Burton | Gála: I Want To Spend My Lifetime Loving You (from The Mask of Zorro) by James Horner performed by Marc Anthony, Tina Arena
2010–2011. Nem versenyzett! | Kűr: Jupiter by Ayaka Hirahara
2011–2012. |  Rövid program: Besame Mucho by Consuelo Velazquez | Kűr: Miss Saigon Rhapsody by Claude-Michel Schönberg choreo. by Maria McLean